# 1000 Stars
1000 Stars è il primo album in studio della cantante australiana Natalie Bassingthwaighte, pubblicato il 20 febbraio 2009.
I singoli Alive, Someday Soon e 1000 Stars hanno raggiunto rispettivamente l'8ª, la 7ª e la 30ª posizione in Australia.

## Tracce
1. Catch Me If You Can – 3:34 (Natalie Bassingthwaighte, Paul Barry, Alex Smith)
2. Someday Soon – 4:12 (Natalie Bassingthwaighte, Paul Barry, Alex Smith)
3. 1000 Stars – 4:00 (Chris Braide, Hattie Webb, Charlie Webb)
4. Alive – 3:31 (Natalie Bassingthwaighte, Arnthor Birgisson, Andrew Frampton)
5. Not for You – 3:27 (Chris Braide, Ina Wroldsen)
6. Feel the Flow – 3:28 (Natalie Bassingthwaighte, Cameron McGlinchey)
7. Could You Be Loved – 4:23 (Caroline Lofts, Jez Ashurst)
8. Supersensual – 3:34 (Steve Anderson, Lisa Greene, Steve Lee)
9. Why Do I – 3:52 (Natalie Bassingthwaighte, Stuart Critchton, Tommy Lee James)
10. Turn the Lights On – 4:17 (Chris Braide, Ina Wroldsen)
11. This Can't Be Love – 4:02 (Natalie Bassingthwaighte, Jimmy Harry)
12. Superhuman – 4:24 (Karen Poole, George Nakas, Klas Wahl)
13. Love Like This – 3:54 (Paul Barry, Mark Taylor, Alex Smith)
14. In His Eyes – 3:47 (Natalie Bassingthwaighte, Jay Levine)

## Classifiche

### Classifiche Settimanali
| Classifica (2009) | Posizione massima |
| ----------------- | ----------------- |
| Australia         | 1                 |

### Classifiche di fine anno
| Classifica (2009) | Posizione |
| ----------------- | --------- |
| Australia         | 57        |